# Kabo
Kabo (Kabo Island), también conocida como Kabusgán,  es una isla situada en Filipinas, adyacente a la de Mindanao. Corresponde al término municipal de la Ciudad de Surigao perteneciente a  la provincia de Surigao del Norte situada en la Región Administrativa de Caraga, también denominada Región XIII.

## Geografía
Isla situada  8 km al este de la ciudad de  Surigaoen el canal de Hinatuán.
Tiene una extensión superficial de 0,9044 km² y forma parte del barrio de Dayasán.